# 大江健三郎作家自身を語る
『大江健三郎作家自身を語る』（おおえけんざぶろうさっかじしんをかたる）は大江健三郎の幼少時代から、最後の小説となった『晩年様式集（イン・レイト・スタイル）』までの全キャリアを総覧したインタビューである。（単行本刊行時には当時の最新作『さようなら、私の本よ！』までが扱われていたが、文庫刊行時に増補されている。）
2007年に新潮社から単行本が出版され、2013年に増補版が新潮文庫として刊行されている。
インタビュアーは読売新聞編集委員尾崎真理子である。尾崎は2018年に刊行開始された「大江健三郎全小説」（15巻）の全巻の解題を執筆している。

## 経緯
読売新聞東京本社映像部が企画し、尾崎真理子が聴き手を担当したインタビューが2007年元日から5夜連続でCS放送され、その後DVDとして発売された。この放送・DVDの素材となった編集前のインタビュー映像と、尾崎が別途、2005年夏に文芸誌「新潮」において行っていたインタビューを合わせてゲラにおこし、さらに質問を追加して、大江健三郎とゲラのやりとりを重ねて、加筆修正して書籍版のインタビューが完成された。

## 構成
インタビューは、主に発表された時期でわけて（主題のまとまりを考慮しており、例えば『人生の親戚』と『懐かしい年への手紙』は発表された年の順序と、扱われる章の順番は逆転している。)七部で構成されている。インタビュー本編に「大江健三郎、106の質問に立ち向かう＋α」と題した、作家の人柄をしのばせる、趣味などを尋ねたQ＆Aが付属している。
- 第1章　詩、初めての小説作品、卒業論文
- 第2章　「奇妙な仕事」、初期短篇、『叫び声』、『ヒロシマ・ノート』、『個人的な体験』
- 第3章　『万延元年のフットボール』、『みずから我が涙をぬぐいたまう日』、『洪水はわが魂に及び』、『同時代ゲーム』、『Ｍ／Ｔと森のフシギの物語』
- 第4章　『「雨の木」を聴く女たち』、『人生の親戚』、『静かな生活』、『治療塔』、『新しい人よ眼ざめよ』
- 第5章　『懐かしい年への手紙』、『燃えあがる緑の木』三部作、『宙返り』
- 第6章　「おかしな二人組」三部作、『二百年の子供』
- 第7章　『美しいアナベル・リイ』、『水死』、『晩年様式集』